# Platja de les Figueres
La platja de les Figueres és una petita platja del municipi d'Alcanar (Montsià), situada entre la platja del Bol del Gos, al sud-oest, i la platja de l'Atzavara, al nord-est. Té una longitud de 17 metres i una amplada mitjana de 7,5 metres, formada per sorres. Sobre la platja hi ha el Fortí de la Cieneta.